# Ramalina capensis
Ramalina capensis är en lavart som beskrevs av Th. Fr. Ramalina capensis ingår i släktet Ramalina och familjen Ramalinaceae.   Inga underarter finns listade i Catalogue of Life.